# Jessica Moore
Jessica Moore (Perth, Australia Occidental, 16 de agosto de 1990) es una tenista profesional de Australia.
En 2008 alcanzó la segunda ronda del Abierto de Australia en categoría sénior tras vencer a Julie Ditty, su mejor resultado hasta el momento en un torneo del Grand Slam. A partir de 2010 centró su carrera exclusivamente en el dobles dónde ha logrado ganar 2 títulos WTA y hasta 24 títulos en el circuito ITF. En abril de 2019 logró su mejor ranking, siendo la número 60 del mundo.

## Títulos WTA (2; 0+2)

### Dobles (2)
| Leyenda                    |
| -------------------------- |
| Grand Slam (0)             |
| Juegos Olímpicos (0)       |
| WTA Tour Championships (0) |
| Premier Mandatory (0)      |
| Premier 5 (0)              |
| Premier (0)                |
| International (2)          |

| N.º | Fecha                    | Torneos   | Superficie    | Pareja                  | Oponentes                         | Resultado        |
| --- | ------------------------ | --------- | ------------- | ----------------------- | --------------------------------- | ---------------- |
| 1.  | 17 de julio de 2016      | Bucarest  | Tierra batida | Varatchaya Wongteanchai | Alexandra Cadanțu Katarzyna Piter | 6-4, 7-6(5)      |
| 2.  | 22 de septiembre de 2018 | Guangzhou | Dura          | Monique Adamczak        | Danka Kovinić Vera Lapko          | 4-6, 7-5, [10-4] |

#### Finalista (3)
| N.º | Fecha                 | Torneos      | Superficie | Pareja                  | Oponentes                       | Resultado        |
| --- | --------------------- | ------------ | ---------- | ----------------------- | ------------------------------- | ---------------- |
| 1.  | 6 de marzo de 2011    | Kuala Lumpur | Dura       | Noppawan Lertcheewakarn | Dinara Sáfina Galina Voskoboeva | 5-7, 6-2, [5-10] |
| 2.  | 14 de octubre de 2018 | Tianjin      | Dura       | Monique Adamczak        | Nicole Melichar Květa Peschke   | 4-6, 2-6         |
| 3.  | 7 de abril de 2019    | Monterrey    | Dura       | Monique Adamczak        | Asia Muhammad María Sánchez     | 6-7(2), 4-6      |

## Títulos ITF

### Individual (4)
| Torneos de $100,000 |
| Torneos de $75,000  |
| Torneos de $50,000  |
| Torneos de $25,000  |
| Torneos de $15,000  |
| Torneos de $10,000  |

| N.º | Fecha                 | Torneo               | Superficie | Oponentes                | Resultado   |
| --- | --------------------- | -------------------- | ---------- | ------------------------ | ----------- |
| 1.  | 30 de julio de 2007   | Ilkley, Reino Unido  | Hierba     | Lizaan Du Plessis        | 6-4, 6-2    |
| 2.  | 22 de octubre de 2007 | Traralgon, Australia | Dura       | Sandy Gumulya            | 6-4, 6-4    |
| 3.  | 7 de julio de 2008    | Roma, Italia         | Arcilla    | Patricia Mayr-Achleitner | 6-3, 6-2    |
| 4.  | 16 de julio de 2012   | Knokke, Bélgica      | Arcilla    | Ysaline Bonaventure      | 6-1, 7-6(7) |

### Finalista (6)
| N.º | Fecha                    | Torneo                             | Superficie | Oponentes         | Resultado     |
| --- | ------------------------ | ---------------------------------- | ---------- | ----------------- | ------------- |
| 1.  | 18 de junio de 2007      | Davos, Suiza                       | Arcilla    | Stephanie Vogt    | 4-6, 6-4, 3-6 |
| 2.  | 28 de mayo de 2012       | Hilton Head Island, Estados Unidos | Dura       | Mayo Hibi         | 3-6, 1-6      |
| 3.  | 4 de marzo de 2013       | Sídney, Australia                  | Dura       | Viktorija Rajicic | 7–5, 3–6, 2–6 |
| 4.  | 10 de junio de 2013      | Bethany Beach, Estados Unidos      | Arcilla    | Brianna Morgan    | 6-7(7), 3-6   |
| 5.  | 16 de septiembre de 2013 | Cairns, Australia                  | Dura       | Azra Hadzic       | 3–6, 6–3, 2–6 |
| 6.  | 18 de octubre de 2014    | Toowoomba, Australia               | Dura       | Ellen Allgurin    | 1-6, 3-6      |